# IMacros
iMacros è un'estensione per il browser web Mozilla Firefox, Google Chrome e Internet Explorer che aggiunge le funzionalità di registrazione e riproduzione delle attività ripetitive, quali invio e ricezione di file ed e-mail, refresh salvataggio e stampa di pagine web (anche in modalità solo testo o solo immagini), compila le form e ricorda le password. Le macro possono essere combinati e controllati tramite JavaScript. Macro demo ed esempi di codice JavaScript sono inclusi con il software. L'estensione è stata sviluppata da iOpus. L'attuale versione stabile di iMacros è la versione 6.2.4.0, distribuita il 14 luglio 2009.
iMacros per Mozilla Firefox offre una funzionalità nota come social scripting. Esso consente agli utenti di condividere i loro macro, script e segnalibri su molti siti di social bookmarking. Dopo aver creato una nuova macro, gli utenti possono effettuare un semplice clic per condividerlo con i loro amici come un link, o distribuendo il link via e-mail e siti web di social bookmarking o inserendo in un sito web o blog per l'accesso del pubblico.
Insieme con iMacros versione freeware è disponibile come proprietario, l'applicazione commerciale con le caratteristiche supplementari e il supporto per lo scripting web, web scraping e il monitoraggio di server internet. Oltre a lavorare con le pagine HTML, le edizioni commerciali in grado di automatizzare Flash, Flex, Silverlight e applet Java utilizzando Directscreen e il riconoscimento delle immagini Technology.
Versioni Advanced contengono anche una riga di comando e di application programming interface (API) per automatizzare i compiti più complessi e per l'integrazione con altri programmi o script. IMacros l'API si chiama Scripting Interface. L'interfaccia di scripting di iMacros Scripting Edition è concepito come un oggetto COM e permette all'utente di controllare a distanza (script) l'iMacros browser, Internet Explorer e Firefox web browser da qualsiasi programmazione di Windows o linguaggio di scripting.